# Pesaguero
Pesaguero est une ville espagnole située dans la communauté autonome de Cantabrie.